# Zoran Kalinić
Zoran Kalinić (Subotica, 20 luglio 1958) è un ex tennistavolista serbo.